# Aran, Vaud
Aran är en ort i kommunen Bourg-en-Lavaux i kantonen Vaud i Schweiz. Den ligger cirka 6,5 kilometer sydost om Lausanne. Orten har cirka 574 invånare (2020).
Före den 1 juli 2011 tillhörde Aran kommunen Villette.